# Floripes (2020)
Floripes (2020) é um monólogo documental português de curta-metragem de Márcio D'Astrain sobre a história de vida da mulher com mais idade da localidade do Terrenho.
Estreou a 20 de Fevereiro de 2020 em Pombal.

## Sinopse
Floripes Pereira, nascida a 20 de Fevereiro de 1925, conta-nos a sua história de vida desde a sua altura infância até aos tempos de hoje. Relações com os seus pais, irmãos, filhos, noras, netos e bisnetos são partilhadas neste monólogo documental.

## Impacto Cultural
Floripes contou com mais de 2000 espectadores na primeira semana que estreou e teve um impacto bastante positivo a nível internacional, contando com mensagens especiais de actores como : Kristin Bauer (True Blood), Samuel Larsen (Glee), Bethany Brown (The Flash), James Yaegashi (Marvel's Runaways) e Stanislav Yanevski (Harry Potter and the Goblet of Fire)  espalhadas pelas redes sociais da Motion Bloom Studios.
Uma das cenas em Floripes em que ela se encontra a falar sobre o seu programa favorito O Preço Certo, passou no mesmo programa em Fevereiro de 2023.
O filme Floripes é mencionado em anexo na obra infanto-juvenil Serei a Vilã da Minha Própria História?.

## Prémios
| Ano  | Festival                          | Categoria           | Resutlado      |
| ---- | --------------------------------- | ------------------- | -------------- |
| 2020 | New Cinema - Lisbon Film Festival | Melhor Documentário | Semi-Finalista |
| 2020 | International Film Festival       | Melhor Poster       | Nomeado        |
| 2020 | International Film Festival       | Prémio de Mérito    | Venceu         |